# سيدي سليمان (المغرب)
سيدي سليمان: هي مدينة مغربية صغيرة المساحة ضمن جهة الرباط سلا القنيطرة، تبعد عن مدينة القنيطرة بحوالي 75 كم وعلى بعد 100 كم شمال شرق العاصمة الرباط. يسكنها 95,114 نسمة، وتتميز مدينة سيدي سليمان بمناخ متوسطي
وتتضمن مدينة سيدي سليمان مجموعة من الأحياء من أهمها:
- حي السلام
- حي أكدال
- حي الغمارين
- حي بام
- حي الليمون
- حي السليمانية
- حي خريبكة
- حي ولاد الغازي
- حي ولاد زيد
- حي ولاد مالك
- حي المصنع
- حي الوفاء-تجزئة حمان-
- حي رضا
- حي الخير
- حي المحمدية
- حي الرياض
- حي اجبيرات
- الحي الجديد
- حي العبدسلامي
- حي الرياض

وتعتبر مدينة سيدي سليمان عاصمة إقليم سيدي سليمان الجديد بعد أن كانت تابعة لإقليم القنيطرة قبل سنة 2010.

## وصف المدينة
مدينة سيدي سليمان من المدن الصغيرة القديمة حيث كان اسمها التاني عند الاستعمار باريس الصغيرة وهي مدينة تقع في سهل جد منخفض حيث يبلغ ارتفاعها عن سطح البحر بحوالي 40 متر وهي مدينة جميلة يخترقها واد بهت القادم من جبال الأطلس المتوسط ولا يوجد في المدينة أية مصنع مما يجعل هواءها نقي جدا وتمر من وسط المدينة الطريق الوطنية رقم 4 الرابطة بين سيدي قاسم والقنيطرة أما محطة القطار فتوجد شمال المدينة وتتوفر المدينة على 8 مدارس ابتدائية و 4 إعداديات و 3 ثانويات أما نواحي المدينة فتشتهر بزراعة الحوامض الواسعة مع زراعة الحبوب وبعض الخضر أما بالنسبة للمرافق العمومية فتتوفر المدينة على الملعب البلدي الذي يعتبر ملعبا رئيسيا لفريق المدينة وهناك خزانة بلدية توجد في وسط المدينة تتيح لطلاب المطالعة والتهييئ للامتحانات.

## السكان
تتوفر مدينة سيدي سليمان على ساكنة مهمة بقر مساحتها فأغلبية سكانها من منطقة الغرب مع وجود نسبة صغيرة من الأمازيغ وسكان المناطق الصحراوية ويمثل الجدول أسفله تطور عدد سكان المدينة حسب السنوات
| 1951  | 1960   | 1971   | 1984   | 1994   | 2004   |
| ----- | ------ | ------ | ------ | ------ | ------ |
| 5.600 | 11.484 | 20.400 | 50.487 | 69.645 | 78.063 |

| الرمز الجغرافي | الجماعة الترابية  | الاسر  | السكان | الاجانب | المغاربة |
| -------------- | ----------------- | ------ | ------ | ------- | -------- |
| 04.491.01.07   | جماعة سيدي سليمان | 24,198 | 95,114 | 32      | 95,082   |

## المناخ
يتميز مناخ سيدي سليمان المتوسطي بالأمطار والاعتدال في الحرارة شتاء والحرارة والجفاف صيفا حيت يبلغ معدها السنوي من الأمطار حوالي 455 ملم ولكن مع التغيرات المناخية تغيرت كل المعدلات وكمثال على هذا. ارتفعت درجة الحرارة في مدينة سيدي سليمان إلى 45 درجة في يوليوز من سنة 2009 وارتفعت إلى 47 درجة في غشت من سنة 2010 ومن بين الأحداث النادرة هو سقوط الثلج على مدينة سيدي سليمان في الأول من فيراير من سنة 1954 وقد تكررت هذه الظاهرة في شهر يناير 2017.

## كنيسة تتحول إلى مركز ثقافي بسيدي سليمان
في خطوة ثقافية بارزة، تم افتتاح المركز الثقافي الجديد بمدينة سيدي سليمان في الأربعاء 1 فبراير 2024، المركز يتواجد بالقرب من دار الشباب 11يناير، حيث شهد أول نشاط ثقافي من خلال عرض مسرحي بعنوان "امرأة من زبرجد".
بعد الافتتاح، تم برمجة العديد من الأنشطة الثقافية والفنية المميزة. شملت البرمجة:
- السبت 3 فبراير 2024: عرض مسرحي لفرقة "شمس"، برئاسة الممثلة سعاد النجار، في الساعة السادسة مساءً.
- الأحد 4 فبراير 2024: ورشة مسرحية للأطفال، انطلقت في الساعة الحادية عشرة صباحًا.
- السبت 10 فبراير 2024: عرض فيلم مغربي بعنوان "ݣرين كارد" للمخرج هشام لجباري، بطولة هاشم بصطاوي وفيصل عزيزي.
- الإثنين 12 فبراير 2024: عرض مسرحي جديد.
- السبت 17 فبراير 2024: أمسية شعرية.
- السبت 24 فبراير 2024: توقيع رواية من تأليف الروائي محمد صولة.[7]

تُظهر هذه البرمجة التنوع الثقافي الذي يقدمه المركز، من خلال استضافة أنشطة تجمع بين المسرح، السينما، الشعر، والأدب، في إطار دعم الثقافة والفن في المنطقة.

### تحويل الكنيسة إلى مركز ثقافي
كان المركز الثقافي في الأصل كنيسة مهجورة شُيدت في عام 1914 على يد المعمرين الذين استقروا في المدينة. كانت الكنيسة تُعرف سابقًا باسم Église Notre-Dame du Beht. بعد سنوات من الإهمال، تم تحويل الكنيسة إلى قاعة للعروض الثقافية تشمل المسرح، الندوات، والسينما.
تم إجراء تغييرات كبيرة على القاعة، حيث تم تحويل المكان الذي كان مخصصًا للأساقفة إلى خشبة للعروض، وتم تجهيز القاعة بتقنيات متطورة تشمل معدات الإضاءة، التحكم في الصوت، وبث الأفلام.

### التكلفة المالية
خصص مجلس جهة الرباط-سلا-القنيطرة ميزانية بقيمة 200 مليون سنتيم ضمن تكلفة إجمالية قدرها 4 ملايين درهم، وذلك لإجراء أعمال الترميم والإصلاح وتهيئة البناية لتكون صالحة للعمل كمركز ثقافي.

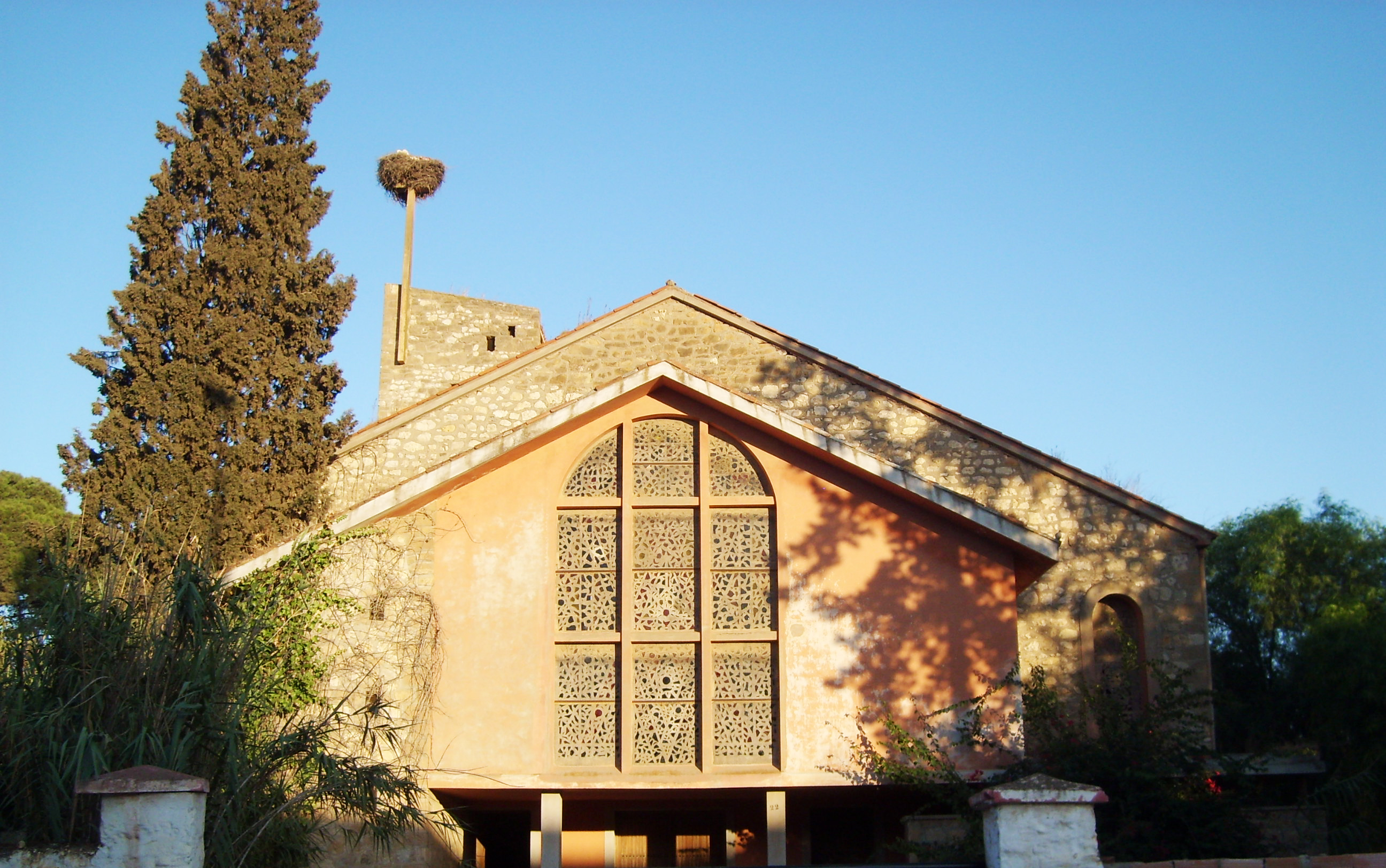
كنيسة تتحول إلى مركز ثقافي بسيدي سليمان